# 토니 콕스
토니 콕스(Tony Cox, 1958년 3월 31일 ~ )는 미국의 배우이다.

## 출연 작품
- 나쁜 산타 2 (2016)
- 헤이데이 (2016)
- 스트레인지 매직 (2015)
- 화이트 T (2013)
- 오즈 그레이트 앤드 파워풀 (2013)
- 파티사우루스 렉스 (2012)
- 내셔널 람푼: 못말리는 전설의 막시무스 (2011)
- 지.지.지 (2011)
- 언밸런스커플 (2010)
- 워리어스 웨이 (2010)
- 더 허슬 (2008)
- 디재스터 무비 (2008)
- 후즈 유어 캐디? (2007)
- 에픽 무비 (2007)
- National Lampoon's TV: The Movie (2006)
- 데이트 영화 (2006)
- 히브루 해머 (2003)
- 나쁜 산타 (2003)
- 백 바이 미드나잇 (2002)
- 미 마이셀프 앤드 아이린 (2000)
- 판타스틱스 (1995)
- 프라이데이 (1995)
- 햄들의 침묵 (1994)
- 지옥의 링 (1993)
- 다크 백워드 (1991)
- 락쿨라 (1990)
- 녹색 화성인 (1990)
- 크리스의 러브 교실 (1990)
- 비틀쥬스 (1988)
- 윌로우 (1988)
- 발렛 걸스 (1987)
- 캡틴 EO (1986)
- 캡틴 이오 (1986)
- 인돌 전쟁 이워크 (1985)
- 이와크의 대모험 (1984)
- 치치와 총의 나이스 드림 (1981)

### 텔레비전
- 레스큐 미 시즌1 (2004)